# Les Mauvais Bergers
Les Mauvais Bergers est une tragédie en cinq actes et en prose de l’écrivain français Octave Mirbeau, représentée au Théâtre de la Renaissance le 15 décembre 1897, avec Sarah Bernhardt et Lucien Guitry dans les rôles principaux.
Pierre Michel a procuré une édition critique de la pièce en décembre 2015.

## Une tragédie prolétarienne
Mirbeau traite un sujet proche de celui de Germinal, d’Émile Zola : c’est l’histoire d’une grève ouvrière, lancée sous l’impulsion d’un rouleur anarchisant, qui se fait appeler Jean Roule. Mais les grévistes se heurtent à l’intransigeance du patron, Hargand, et du gouvernement, qui fait intervenir la troupe. Au cinquième acte, c’est la mort qui triomphe, sans laisser le moindre espoir de germinations futures : Madeleine, la jeune ouvrière devenue la maîtresse de Jean Roule, est tuée à ses côtés, et l’enfant qu’elle porte ne verra jamais le jour ; quant à Robert, le fils d’Hargand, qui a rompu avec son père pour se rapprocher des ouvriers et qui a tenté d’empêcher le massacre, il trouve aussi la mort. 

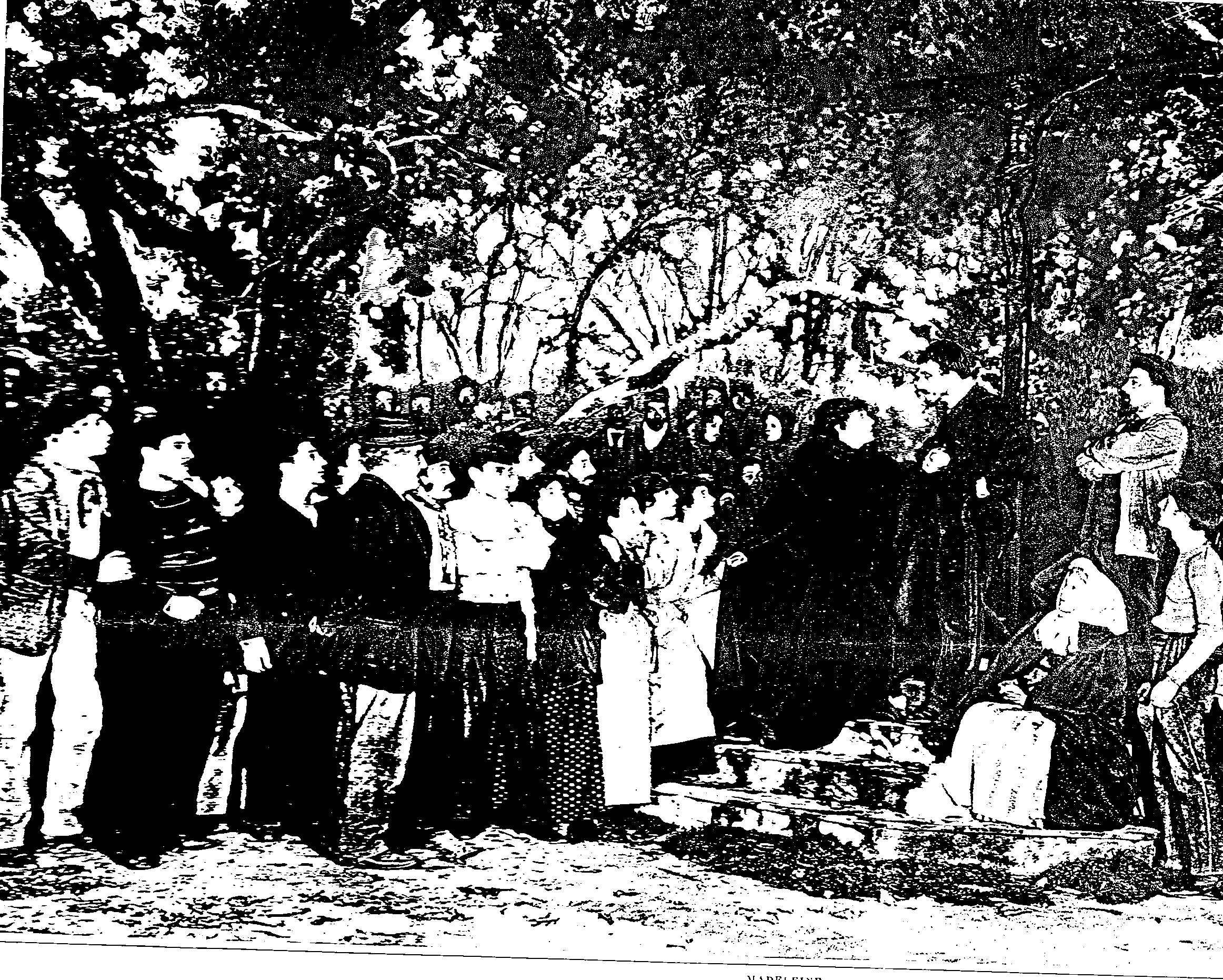
Acte IV, au Théâtre de la Renaissance

## Commentaires
Loin d’être une pièce de propagande, Les Mauvais bergers est marqué au coin d’un pessimisme qui confine au nihilisme et qui, à la différence de Germinal, ne laisse subsister aucun espoir : Mirbeau ne prétend aucunement apporter une solution à la question sociale. D’autre part, il refuse tout manichéisme : les mauvais bergers du titre ne sont pas seulement les patrons inflexibles et les gouvernants complices, mais aussi les députés socialistes, dont l’attitude est ambiguë, la pasionaria Madeleine, qui exhorte les grévistes à bien mourir, et le meneur Jean Roule lui-même, qui les a conduits à la mort. Bien que Mirbeau soit du côté des ouvriers et soutienne leurs revendications - notamment le « droit à la beauté » et à la culture proclamé par Jean Roule -, il refuse de les idéaliser (versatiles, ils sont, à l’acte IV, sur le point de lyncher Jean Roule, qui est sauvé par l’éloquente intervention de Madeleine et tout autant de diaboliser tous les patrons : Hargand a un côté humain qui le distingue de ses confrères, et son fils paie de sa vie sa défense des grévistes. 

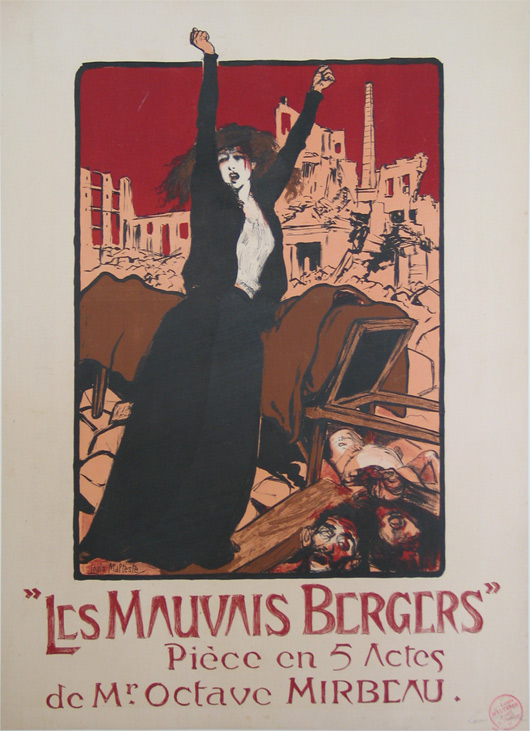
Affiche de Louis Malteste, 1897.

Mais il n’était pas pour autant satisfait de sa pièce, et aurait même voulu la supprimer de la liste de ses œuvres. Elle comporte en effet plusieurs tirades emphatiques, imposées par Sarah Bernhardt, et n’est pas vraiment à sa place dans un théâtre bourgeois, où ce sont les dominants en tenue de soirée qui viennent s’émouvoir à bon compte au spectacle du massacre d’ouvriers. Il a eu le sentiment d’être récupéré. Ce n’est pas par hasard si, aussitôt après, il s’est engagé à fond dans l’affaire Dreyfus et dans la bataille pour un théâtre populaire.

## Distribution
| Acteurs et actrices ayant créé les rôles |                   |
| Personnage                               | Acteur ou actrice |
| Jean Roule                               | Lucien Guitry     |
| Madeleine                                | Sarah Bernhardt   |
| Hargand                                  | Abel Deval        |
| Robert Hargand                           | Deneubourg        |
| Geneviève                                | Madeleine Dolly   |